# Испанская ярость

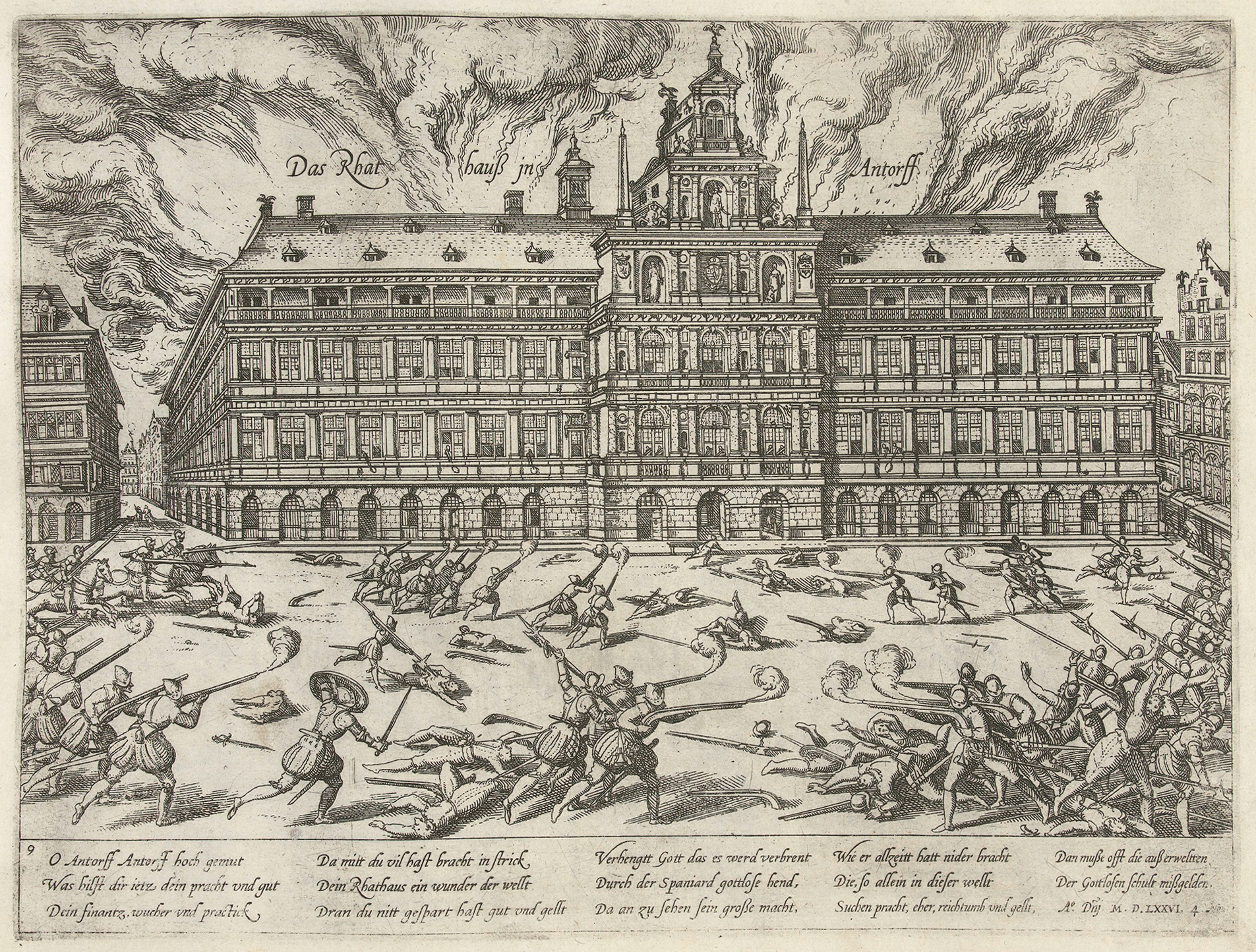
Гроте Маркт и ратуша Антверпена во время «испанской ярости».

«Испа́нская я́рость» (нидерл. Spaanse furie) — разграбление и поджог испанскими солдатами Антверпена 4 ноября 1576 года в ходе Нидерландской буржуазной революции (1568—1648). 
Поводом послужила задержка с выдачей жалованья солдатам, что привело к трёхдневному грабежу города, бывшего культурным, финансовым и экономическим центром испанских Нидерландов и убийству около 8 тысяч его жителей (почти десятая часть горожан). Было сожжено свыше 600 домов горожан, свыше 10000 жителей были убиты или сброшены в  воду.
1 августа 1577 года город договорился с гарнизоном, заплатил за вывод испанцев из города и крепость была разобрана.